# Johann Kuhnau
Johann Kuhnau, född den 6 april 1660 i Geising (Sachsen), död den 5 juni 1722 i Leipzig, var en tysk musiker och lärd.
Kuhnau blev 1684 organist vid Thomaskyrkan i Leipzig, studerade samtidigt jurisprudens och blev advokat. År 1701 blev han musikdirektor vid Leipzigs universitet och Bachs närmaste föregångare som Thomaskantor. Han var högt ansedd som musikskriftställare och kompositör, uppmärksammad även som lärd jurist, matematiker och filolog (han gjorde flera översättningar till tyska från grekiska, hebreiska med flera språk). 
Kuhnau var i Tyskland den förste, som skrev flersatsiga pianosonater, och över huvud, jämte Domenico Scarlatti, en av de första, som utvecklade denna form. Hans bevarade kompositioner är Neue Klavierübung (1689-95), Frische Klavierfrüchte (1699) och Musikalische Vorstellungen einiger biblischen Historien et cetera (1700), det sista ett slags tonmålning. 
Kuhnaus utgivna musikaliska skrifter är Jura circa musicos ecclesiasticos (1688) och Der musikalische quacksalber, en satir över italiensk musik (1700).